# Taoufik Zaaboub
Taoufik Zaaboub, né en 1961, est un footballeur tunisien devenu entraîneur.

## Biographie
Il est l'entraîneur adjoint de Bertrand Marchand à l'Étoile sportive du Sahel, à l'Al-Khor SC et à l'Al-Kharaitiyat SC. Durant la saison 2010-2011, il remplace Mohamed Kouki comme premier entraîneur à la tête de l'Avenir sportif de Gabès, qui évolue en Ligue I.

## Carrière de joueur
- Océano Club de Kerkennah
- Étoile sportive du Sahel

## Carrière d'entraîneur
- 1992-1993 : Espoir sportif de Hammam Sousse
- 2006-2007 : El Makarem de Mahdia
- 2007-2008 : Étoile sportive du Sahel
- 2010-2011 : Avenir sportif de Gabès[1]
- 2015-2016 : Al-Kharaitiyat Sports Club (adjoint)
- ?-? Étoile sportive du Sahel (adjoint)
- ?-? Al-Khor Sports Club (adjoint)
- 2019-2021 : Croissant sportif chebbien (adjoint)
- 2021-? : Union sportive monastirienne (adjoint)[2]
- 2023-2024 : Étoile sportive de Métlaoui[3]
- depuis 2024 : Étoile sportive du Sahel (adjoint)[4]

## Palmarès
- Ligue des champions de la CAF : 2007
- Supercoupe de la CAF : 2007 (en)